# Rosalía von Rauch
Rosalía von Rauch (Berlín, 29 de agosto de 1820-Dresde, 5 de marzo de 1879) fue una noble alemana que provocó un escándalo por su matrimonio morganático con un miembro de la familia real prusiana.

## Biografía
Rosalía era una dama de honor de la princesa Mariana de los Países Bajos, esposa del príncipe Alberto, el hijo más joven del rey Federico Guillermo III de Prusia. El 13 de junio de 1853, se convirtió en Berlín en la segunda esposa del príncipe prusiano, quien se había divorciado de su mujer en 1849. Casi dos semanas antes de la boda, el 28 de mayo, Rosalía fue nombrada condesa de Hohenau. Debido a su bajo estatus, de acuerdo a las leyes de la Casa de Hohenzollern el matrimonio fue morganático, y la pareja fue obligada a evitar la corte prusiana. Alberto estaba en conflicto con su hermano, el rey Federico Guillermo IV, quien se oponía a su divorcio con la princesa Mariana. 

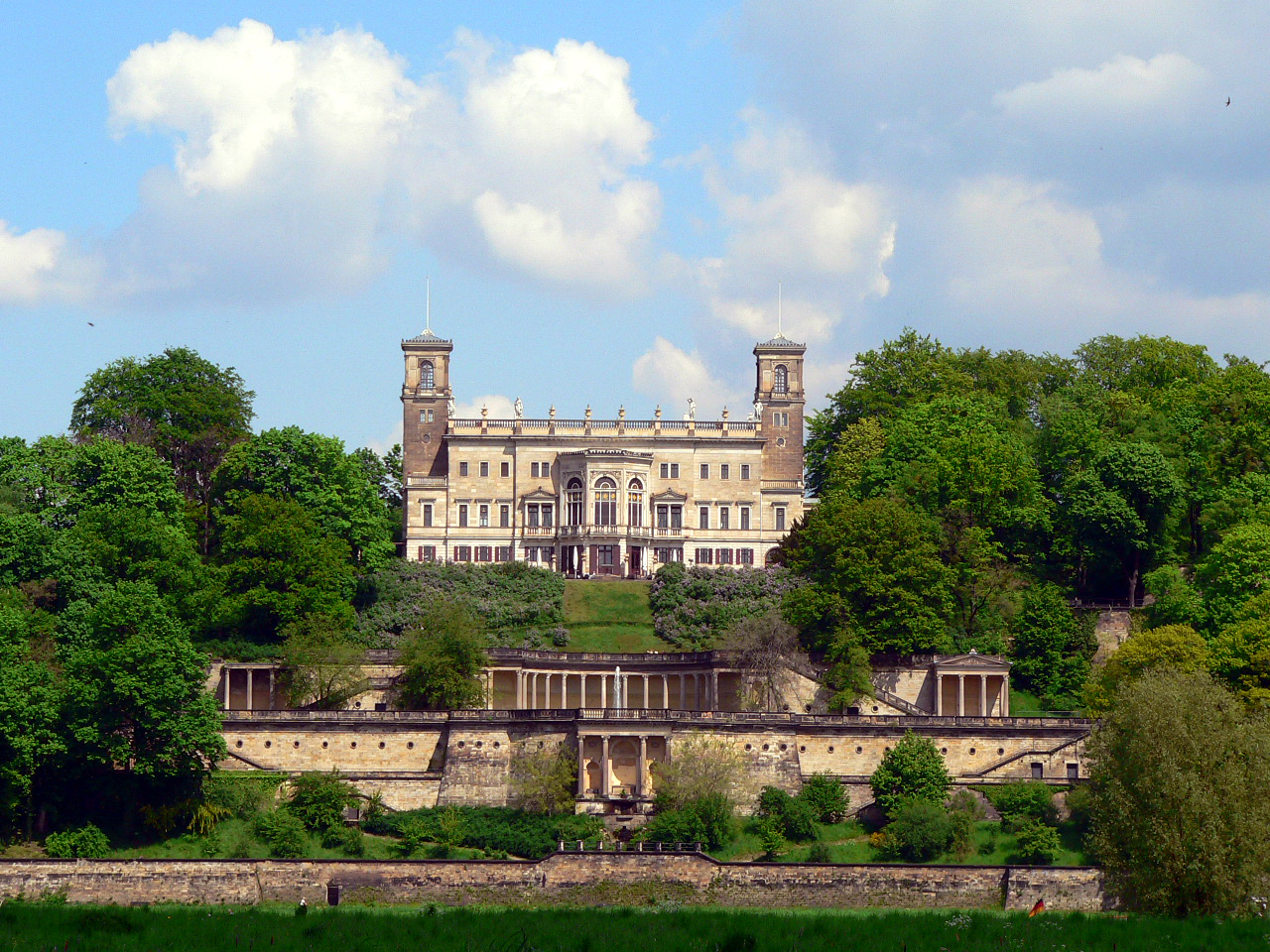
Palacio de Albrechtsberg, Dresde.

La pareja residió por algún tiempo en Meiningen con la hija mayor de Alberto, la princesa heredera Carlota, y después se trasladó a un viñedo en Loschwitz en las cercanías de Dresde, Sajonia, donde Alberto tenía una residencia, el Palacio de Albrechtsberg, erigido en 1854. El embajador prusiano en Dresde, el conde Heinrich von Rederns, ignoró repetidamente a Rosalía en la corte de Dresde, razón por la cual ni ella ni su marido nunca aparecieron por ahí.
Después de que el segundo hermano mayor de Alberto, Guillermo I, subiera al trono de Prusia en 1861, las circunstancias de la familia se relajaron. Guillermo I visitó el Palacio de Albrechtsberg y Rosalía fue formalmente presentada como la esposa de su hermano. Al morir su marido, Rosalía vivió retirada en dicho palacio, donde falleció a la edad de cincuenta y ocho años.

## Hijos
- Jorge Alberto Guillermo, conde de Hohenau (Palacio de Albrechtsberg, 25 de abril de 1854-Bad Flinsburg, 28 de octubre de 1930), desposó en primeras nupcias en Lorzendorf el 10 de julio de 1878 a Laura, condesa Saurma von und zu der Jeltsch (Lorzendorf, 6 de octubre de 1857-Potsdam, 24 de febrero de 1884) y en segundas nupcias en Slawentzitz el 25 de octubre de 1887 a la princesa Margarita de Hohenlohe-Öhringen (Slawentzitz, 27 de diciembre de 1865-Dresde, 13 de junio de 1940), hija del príncipe Hugo de Hohenlohe-Öhringen, duque de Ujest (hijo del Príncipe Augusto de Hohenlohe-Öhringen) y de la princesa Paulina von Fürstenberg, cuyo tío materno era el gran duque Leopoldo de Baden.
- Bernardo Guillermo Alberto Federico, conde de Hohenau (Palacio de Albrechtsberg, 21 de mayo de 1857-Ochelhermsdorf, 15 de abril de 1914), desposó en Berbisdorf el 21 de junio de 1881 a Carlota von der Decken (Melkdorf, 23 de abril de 1863-Berlín, 30 de enero de 1933).

Más de diez años después de la muerte de Rosalía, su nuera Carlota estuvo involucrada en el "escándalo Kotze", que duró desde el otoño de 1892 hasta el verano de 1894. Su hijo Federico se rumoreó que tuvo un affaire con el primo de Fritz, el emperador Guillermo II.